# Our Song (pesem)
»Our Song« je country pesem ameriške pevke in tekstopiske Taylor Swift. Pesem je napisala Taylor Swift in jo produciral Nathan Chapman. Pesem je 22. avgusta leta 2007 izdala založba Big Machine Records kot tretji glasbeni singl iz njenega prvega glasbenega albuma, Taylor Swift (2006). Taylor Swift je pesem »Our Song« sestavila za glasbeno tekmovanje v njenem prvem letu srednje šole in govori o fantu, s katerim nista imela svoje pesmi. Pesem je bila vključena v album Taylor Swift, ker je bila zelo všeč njenim sošolcem. Pesem s hitrim tempom ima poudarek na banju, besedilo pa opisuje mlad par, ki dogodke v njunem življenju uporabi zato, da sestavi svojo pesem.
Pesem »Our Song« so glasbeni kritiki večinoma hvalili, nekateri pa so menili, da je to tudi najboljša pesem Taylor Swift. Doživela je tudi velik komercialni uspeh. Pesem se je uvrstila med prvih trideset in med prvih dvajset pesmi na lestvicah Canadian Hot 100 in Billboard Hot 100. V Združenih državah Amerike je pesem postala prvi singl Taylor Swift, ki je dosegel prvo mesto na lestvici Hot Country Songs Chart, kjer je pesem ostala šest zaporednih tednov in prejela dvakratno platinasto certifikacijo s strani organizacije Recording Industry Association of America (RIAA). Videospot za pesem »Our Song« je režiral Trey Fanjoy in prikažuje Taylor Swift med nastopom z mnogimi nastavivami, vključno z verando. Videospot je dobil nagradi za »videospot leta« in »videospot ženske ustvarjalke leta« na podelitvi nagrad CMT Music Awards leta 2008. Taylor Swift je s pesmijo nastopila na mnogih prireditvah, vključno z nekaj turnejami country glasbenikov. Pesem je izvedla tudi na prvi lastni turneji Fearless Tour (2009-2010).

## Ozadje
Taylor Swift je pesem »Our Song« sama napisala za tekmovanje talentov v njenem prvem letu srednje šole, vendar je ni imela namena vključiti v svoj glasbeni album. Menila je, da bi bila primerna za tekmovanje talentov, pesem, ki bi jo napisala, pa so njeni sošolci sprejeli zelo pozitivno. »Napisala sem pesem o fantu, s katerim sem hodila in o tem, da nimava pesmi. Zato sem odšla in napisala pesem za naju,« je dejala. Proces pisanja je, tako kot pisanje glavnega singla iz albuma, »Tim McGraw,« trajalo dvajset minut. Nekaj mesecev po nastopu s pesmijo so ji njeni vrstniki v šoli povedali, da so ob njenem nastopu s pesmijo zares uživali, zato jim je zapela nekaj vrstic. »Slišali so jo samo enkrat, zato sem pomislila: 'Zares mora biti nekaj posebnega!',« je dejala Taylor Swift. Ko jo je izbrala za eno izmed pesmi na albumu Taylor Swift, je Taylor Swift vztrajala, naj jo producenti tudi posnamejo. Trdila je, da »ve, da je nekaj posebnega.« Sklenila je: »Mislim, da je na pesmi nekaj magičnega in da zveni zelo dobro.« Taylor Swift je dejala, da si je zaželela, da bi pesem postala zadnja pesem z albuma Taylor Swift zaradi zadnje kitice pesmi in ponavljanja stavka »Play it again« (»Zaigraj še enkrat«), zaradi česar je pomislila, da bi poslušalci to lahko razumeli kot »zaigraj album še enkrat«. Založba Big Machine Records je pesem »Our Song« za tretji singl iz albuma Taylor Swift, kar je Taylor Swift presenetilo, vendar je bila zaradi tega vesela. Pesem je na CD-ju izšla 22. avgusta 2007. Pesem »Our Song« je izšla tudi v državah zunaj Kanade in Združenih državah Amerike, skupaj z albumom Fearless.

## Sestava
Pesem »Our Song« je country pesem, ki traja tri minute in dvaindvajset sekund. Kakorkoli že, Sean Dooley s spletne strani About.com je pesem »Our Song« opisal kot lepo pesem s srednje hitrim tempom. Pesem je napisana v D-duru in glas Taylor Swift obsega eno oktavo, od G3 do B4. Jody Rosen iz revije Slant Magazine je napisala, da je glas Taylor Swift podoben alternativnemu countryju. Temu je sledila procesija akordov, ki obsegajo akorde D–Em7–G–A. Pesem ima inštrumentalno poudarek na banju in, ob premorih, na violinih solo točkah.
Besedilo je napisano v prvi osebi. V prvem verzu protagonistka med vožnjo v njegovem avtu ugotovi, da s fantom nimata svoje pesmi. Mlad par zato v refrenu pesmi, ki jo napišeta, uporabi dogodke iz njunih življenj. Ti dogodki so opisani z detajli. Dooley je dejal, da je vloga Taylor Swift v pesmi »Our Song« samo vloga tekstopiske.

## Dosežki
Ob koncu tedna 13. oktobra 2007 je pesem »Our Song« pristala na oseminšestdesetem mestu lestvice Billboard Hot 100. V prihodnjem tednu je pesem pristala na sedeminšestdesetem mestu lestvice in, ob koncu tedna 19. januarja 2008, dosegla šestnajsto mesto. Pesem »Our Song« je na lestvici Billboard Hot 100 vsega skupaj preživela šestintrideset tednov. Na Billboardovi lestvici Hot Country Songs Chart je pesem dosegla petinpetdeseto mesto in šesto ob koncu tedna 15. decembra leta 2007. V naslednjih tednih se je pesem povzpela do prvega mesta lestvice Hot Country Songs in tako postala pesem, ki je v enem tednu prišla iz najnižje uvrstitve do prvega mesta vse od pesmi »Just to See You Smile« Tima McGrawa v januarju 2008, ki se je povzpel iz šestega na prvo mesto. Ko je pesem pristala na prvem mestu lestvice Hot Country Songs, je Taylor Swift, takrat stara osemnajst let, postala najmlajša solo tekstopiska in pevka, ki je dosegla prvo mesto na tej lestvici. Pesem »Our Song« je na prvem mestu zgorajomenjene lestvice ostala šest zaporednih tednov, s čimer je postala najuspešnejša pesem Taylor Swift na lestvici in tudi pesem, ki je na vrhu lestvice ostala najdlje, vse od pesmi Carrie Underwood, »Jesus Take the Wheel,« ki je v januarju 2006 na lestvici ostala enako dolgo. Pesem »Our Song« je na lestvici ostala še štiriindvajset tednov. Singl je s strani organizacije Recording Industry Association of America (RIAA) za 2.000.000 prodanih kopij prejela dvakratno platinasto organizacijo. Na lestvici Canadian Hot 100 je pesem »Our Song« pristala na tridesetem mestu ter tako postala najboljša pesem iz albuma Taylor Swift v Kanadi.

## Videospot
Videospot za pesem »Our Song« je režiral Trey Fanjoy. Med poslušanjem pesmi »Our Song« je Fanjoy delil svoje ideje za videospot s Taylor Swift. »Imel je idejo za nastop na verandi in nastop ob cvetju, nato pa idejo za nastop v črno-belem filmu. Vse skupaj je bila njegova ideja. To je bil sposoben pretvoriti v film. To samo pokaže, kako dober režiser je,« je Taylor Swift povedala za CMT News. Videospot se je začel s posnetkom nohtov Taylor Swift, kakor si jih je sama nalakirala. Taylor Swift, oblečena v moder top in bele hlače z zravnanimi lasmi je pokazana med telefonskim pogovorom v njeni spalnici. Naslednja scena pokaže Taylor Swift v kopalnici pred ogledalom, na katerega napiše besedo »ljubezen«, preden se pokaže, kako se skrivaj približuje na verandi v modri obleki in s skodranimi lasmi. Taylor Swift se nato prikaže blizu roba verande, kjer nastopa s pesmijo »Our Song«. Scena se spremeni in Taylor Swift leži na postelji iz rož, oblečena v oranžno večerno obleko. V rokah drži kartico, na kateri je črkovano njeno ime. Nato, oblečena v dolgo, črno obleko, črne kavbojske škornje in črne rokavice, Taylor Swift z mikrofonom zapoje, za njo pa igra njena glasbena skupina. V preostanku videospota scene nadomestijo prizori iz prejšnjih scen in se zaključi s hihitanjem, med tem, ko sedi v verandi.
Videospot se je prvič predvajal 14. septembra 2007 na kanalu CMT. Prejel je nominacijo za »najboljši videospot« na podelitvi nagrad CMT Online Awards leta 2008, vendar je nagrado nazadnje prejela Carrie Underwood z videospotom za pesem »All-American Girl«. Na podelitvi nagrad CMT Music Awards leta 2008 je videospot dobil nagrado CMT Music Award za »videospot leta« in »ženski videospot leta«.

## Kritike
Pesem »Our Song« je prejela velik uspeh s strani glasbenih kritikov. Sean Dooley s spletne strani About.com je pesem »Our Song« označil za peto najboljšo pesem Taylor Swift do danes. Pesem je označil za pesem, v kateri je Taylor Swift pokazala svojo »neverjetno sposobnost, še posebej pri tako mladih letih, za pisanje prepričljivih zgodb.« Rob Sheffield iz revije Blender je pesem opisal kot dragulj v skupini uspešnic. Rick Bell iz Country Standard Time je dejal, da ima album Taylor Swift najboljši učinek ob pesmih, ki jih je napisala sama, vključno s pesmijo »Our Song«, ki jo je »napisala z mešano obsodbo«. Jonathan Keefe iz revije Slant Magazine je dejala, da pesem »sledi času preizkušenih konvencijskih pripovedi in večkrat gradijo na pop glasbi.« Fiona Chua iz MTV Asia je pesem izbrala za izbiro za glavni singl iz albuma Fearless. Kate Kiefer iz revije Paste je za pesem dejala, da je »prva velika uspešnica« Taylor Swift in verjame, da bo pesem postala pesem mnogih parov. V letu 2008 je bila pesem »zmagovalna pesem« s strani organizacije Broadcast Music Incorporated (BMI).

## Nastopi v živo
S pesmijo »Our Song« je Taylor Swift nastopila na mnogih koncertih glasbene skupine Rascal Flatts v sklopu turneje Me and My Gang Tour (2006–07), kjer je nastopala med 19. oktobrom in 3. novembra 2009. Taylor Swift je koncert začela z igranjem na akustično kitaro, oblečena v črno obleko, ki je segala do kolen in rdeče kavbojske čevlje z lobanjo in prekrižanimi kostmi na njih. S pesmijo je nastopila na dvajsetih koncertih turneje Georgea Straita, United States Tour iz leta 2007 in na izbranih koncertih turneje Brada Paisleyja, Bonfires & Amplifiers Tour v letu 2007. V sredini leta 2007 je Taylor Swift začela s turnejo Tima McGrawa in Faith Hill, Soul2Soul II Tour (2006–07), kjer je spet nastopila s pesmijo »Our Song«. Taylor Swift je s pesmijo nastopila na Flattsovi turneji Still Feels Good Tour v letu 2008.
Taylor Swift je s pesmijo »Our Song« prvič nastopila na televiziji 10. oktobra 2007 v oddaji Regis & Kelly. S promocijo za pesem je nadaljevala na podelitvi nagrad Country Music Association Awards v letu 2008, prireditvi The Engine Room, in koncertu Apple Store v SoHo, New York, kjer je posnela in izdala EP iTunes Live from SoHo, ki so ga ekskluzivno prodajali v trgovinah iTunes Store. Od končane promocije albuma Taylor Swift in njegovih singlov je Taylor Swift s pesmijo »Our Song« nastopila v oddaji The Ellen DeGeneres Show, v studiju Studio 330 Sessions, oddaji The Today Show, na podelitvi nagrad CMA Music Festival leta 2009, kot duet z rock bandom Def Leppard]] na CMT Crossroads, epizodi, ki je kasneje izšla kot ekskluzivni DVD v trgovinah Wal-Mart v Združenih državah Amerike, leta 2009 na prireditvi V Festival in na avstralskem dobrodelnem koncertu Sydney Sound Relief.
Taylor Swift je s pesmijo »Our Song« nastopila na vseh koncertih svoje turneje, Fearless Tour, ki je trajala od aprila 2009 in do junija 2010. Med vsakim nastopom je nosila svetlečo obleko in črne, usnjene čevlje. Taylor Swift se je med nastopom sprehodila čez oder med igranjem na akustično kitaro.
Jim Harrington iz revije The San Jose Mercury News je njen nastop s pesmijo in reakcijo občinstva 11. aprila 2010 v paviljonu HP Pavilion at San Jose v San Joseju, Kalifornija opisala z besedami: »Mame in hčere ter skupine najstnikov in parov, ki so bili skupaj na zmenku, so zapeli pesem enako kot Swiftova in pesmi dodali detajle mlade ljubezni pesmi 'Our Song'.« Molly Trust iz revije Billboard se je udeležila koncerta 5. junija 2010 v stadiumu Gillette Stadium v Foxboroughu, Massachusetts in koncert opisala z besedami: »Swiftova sama je v nasprotju z njenimi počasnimi pesmimi in intenzivnimi nastopi pesmi 'Forever & Always' [...] in 'Our Song'.«

## Seznami verzij
- U.S. Maxi - CD singl[6]

1. »Our Song« (radijska verzija) – 3:27
2. »Our Song« (pop remix) – 3:27
3. »Our Song« (verzija z albuma) – 3:22

## Dosežki na lestvicah
| Lestvica (2007 — 2008)             | Dosežek |
| ---------------------------------- | ------- |
| Canadian Hot 100                   | 30      |
| U.S. Billboard Hot 100             | 16      |
| U.S. Hot Country Songs             | 1       |
| U.S. Mainstream Top 40 (Pop Songs) | 18      |

### Dosežki ob koncu leta
| Lestvica (2008)        | Dosežek |
| ---------------------- | ------- |
| U.S. Billboard Hot 100 | 41      |